# Molpadia orientalis
Molpadia orientalis is een zeekomkommer uit de familie Molpadiidae.
De wetenschappelijke naam van de soort werd in 1933 gepubliceerd door T.S. Savel'eva.